# Comana (Brașov)
Comana è un comune della Romania di 2702 abitanti, ubicato nel distretto di Brașov, nella regione storica della Transilvania.
Il comune è formato dall'unione di 4 villaggi: Comăna de Jos, Comăna de Sus, Crihalma, Ticușu Nou.